# Edward Hughes (Admiral)

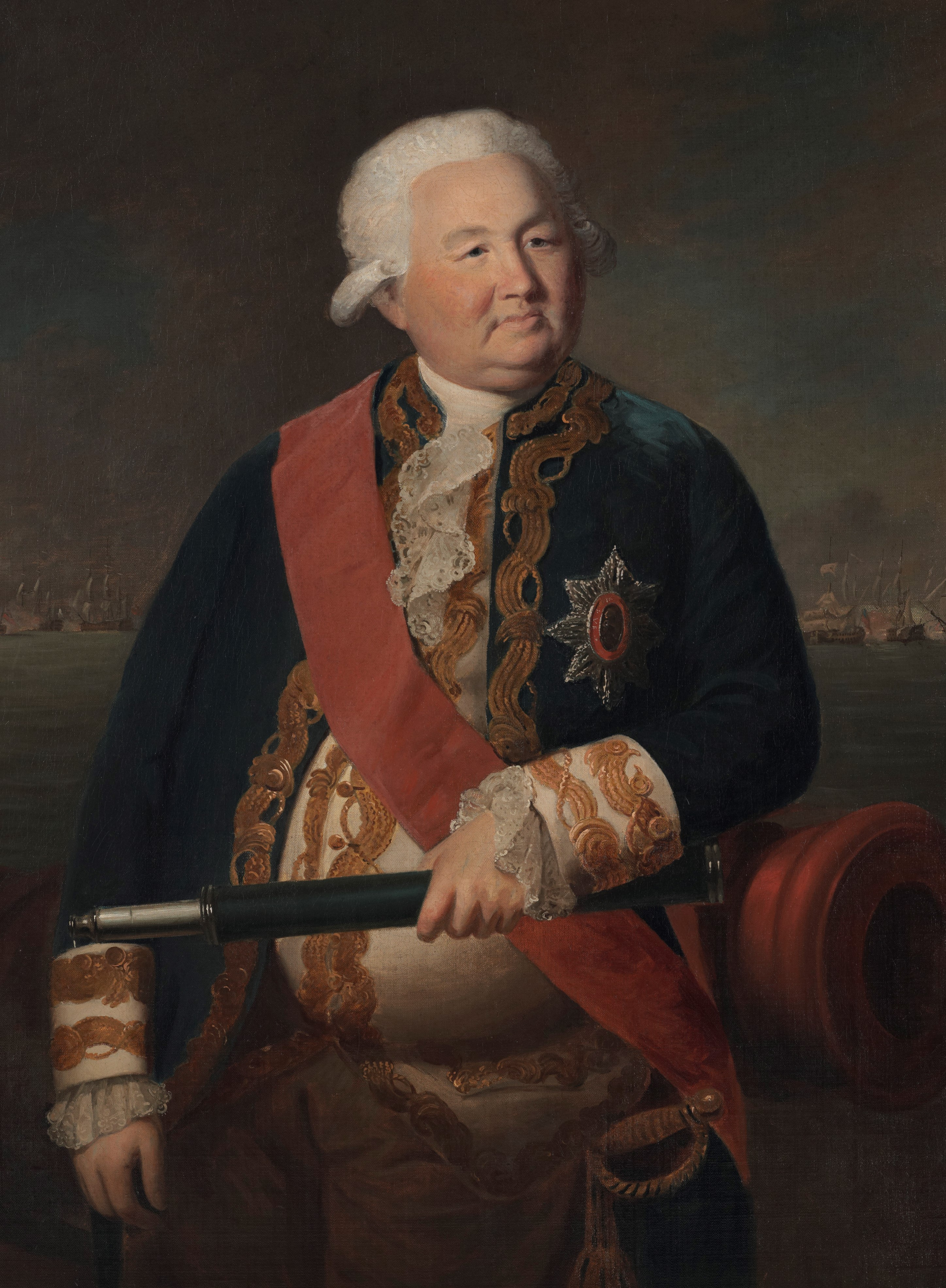
Vice-Admiral Sir Edward Hughes, um 1786.

Sir Edward Hughes KB Kt (* 1720 in Hertfordshire; † 17. Februar 1794 in Luxborough, Essex) war ein britischer Offizier der Royal Navy, der von 1773 bis 1777 sowie von 1780 bis 1884 Kommandeur der East Indies Station war.

## Karriere bei der Marine
Hughes war der vermutlich älteste Sohn des Unterhausabgeordneten Edward Hughes († 1734), Gutsherr von Hertingfordbury in Hertfordshire, aus dessen zweiter Ehe mit Elizabeth Chicheley, Tochter des Rear-Admiral Sir John Chicheley (um 1640–1691). Er trat 1735 in die Royal Navy ein und war vier Jahre später bei der Eroberung von Portobelo in Panama beteiligt. 1740 wurde er zum Lieutenant befördert und nahm an der Cartagena-Expedition von 1741 sowie an der unentschiedenen Seeschlacht bei Toulon 1744 teil. Auf der Warwick war er an dem Gefecht gegen die Glorioso beteiligt, aber ohne angemessene Unterstützung durch die Lark, die mit der Warwick segelte, konnte das gegnerische Schiff entkommen. Der Kommandant der Lark wurde daraufhin vor Gericht gestellt und für sein Verhalten verurteilt, während Hughes das frei gewordene Kommando als Captain erhielt. In der Folge war er mit Edward Boscawen in Louisburg und mit Charles Saunders in Quebec eingesetzt.

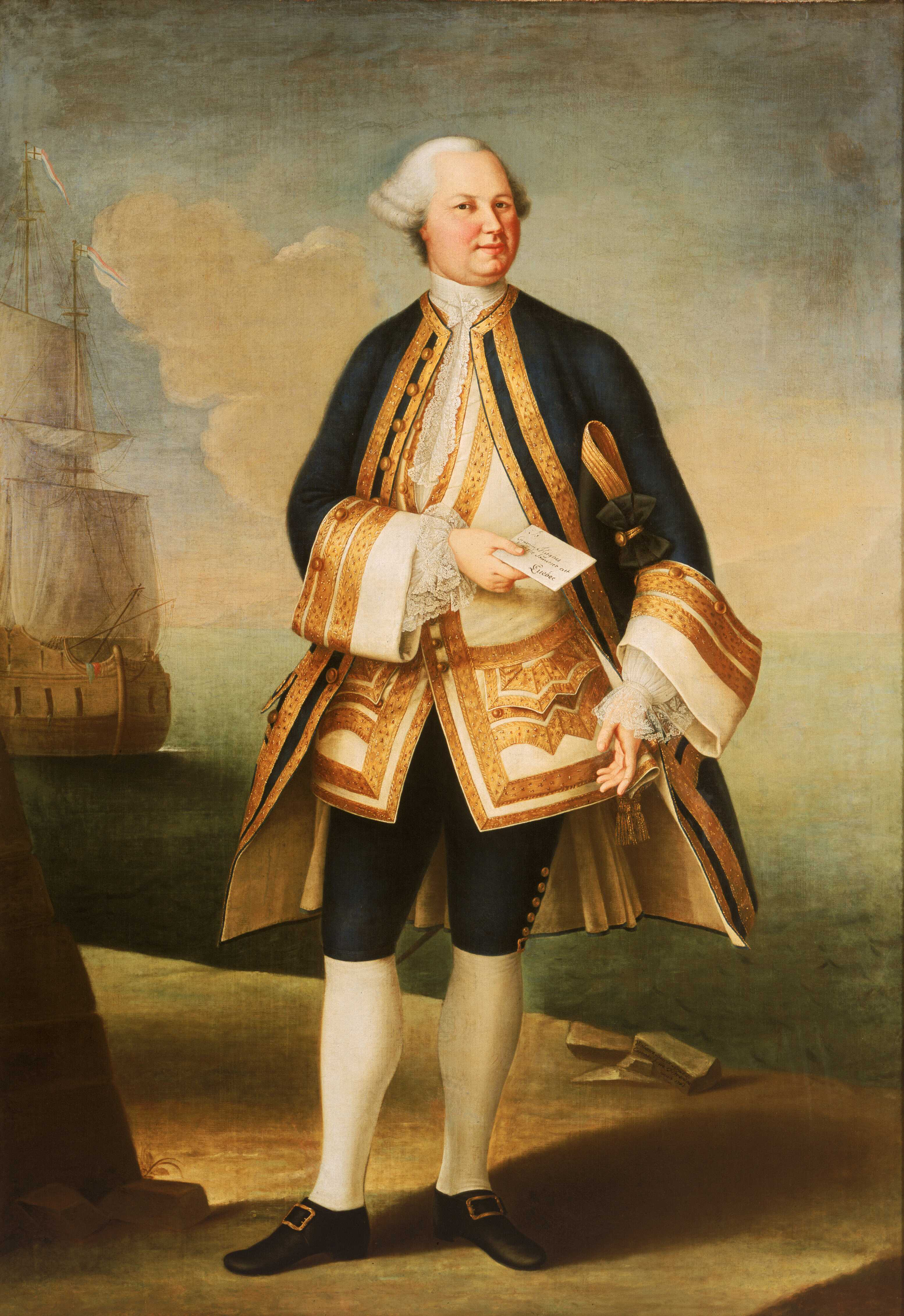
Captain Edward Hughes, 1761, von Violante Beatrice Siries aus der Sammlung des National Maritime Museum.

Nach dem Frieden von Paris war Hughes weiterhin im Einsatz und befehligte als Kommodore von 1773 bis 1777 die Ostindien-Station.
1773 wurde er als Knight Bachelor geadelt und 1778 als Knight Companion des Order of the Bath ausgezeichnet. Im Januar 1778 wurde er zum Rear-Admiral befördert und kehrte im selben Jahr mit einer größeren Seestreitmacht nach Europa zurück. Auf der Reise nahm er den Franzosen die Insel Gorée (französisch Île de Gorée) vor der Küste Senegals ab und wurde in den nächsten zwei Jahren nur zu kleineren Operationen herangezogen, da der Feind keine Streitkräfte aufstellen konnte, die dem mächtigen Geschwader, das Hughes im Ärmelkanal stationiert hatte, gewachsen gewesen wären. Im September 1780 wurde er zum Vice-Admiral befördert.
Da auch Spanien sich mit Großbritannien während des Amerikanischen Unabhängigkeitskrieges im Krieg befanden, wurden die spanischen Behörden in Chile gewarnt, dass Hughes sich auf einen bevorstehenden Angriff auf die chilenischen Küsten zubewegte. Dieser Angriff fand jedoch nie statt. 1782, bei der Wiederaufnahme der Feindseligkeiten in Ostindien, eroberte er Trincomalee, einige Tage bevor das französische Geschwader von Suffren in der Nähe eintraf. Im folgenden Jahr waren die indischen Gewässer Schauplatz einer der berühmtesten Seefeldzüge zwischen den britischen Flotteneinheiten, kommandiert von Hughes, und den französischen unter dem Kommando von Suffren. Suffren war vielleicht der fähigere Kommandant, aber seine Untergebenen waren streitsüchtig und ungeschickt. Hughes hingegen, dessen Fähigkeiten eher auf langer Erfahrung als auf Genialität beruhten, erhielt ausreichend Nachschub und Ersatz. Die beiden Flotten lieferten sich fünf Gefechte, in denen keine der beiden einen entscheidenden Vorteil erlangte. Am Ende behauptete sich Hughes und das französische Geschwader musste sich zurückziehen.
Nach dem Friedensschluss kehrte er nach England zurück, wurde im Februar 1793 zum Admiral befördert und übernahm nie wieder ein Kommando. Während seiner Kommandierungen in Indien hatte er ein beträchtliches Vermögen angehäuft, das er größtenteils für unauffällige Wohltätigkeit ausgab. Er starb 1794 in seinem Haus in Luxborough in Essex.

## Ehen und Erbe
Am 17. März 1753 hatte er in London Anne Jacob, Witwe des Arztes Charles Peters und Tochter des Poeten Hildebrand Jacob, geheiratet. Das Paar bewohnte das Anwesen Ealing Grove in Ealing, Middlesex, dass Anne von ihrem ersten Gatten geerbt hatte, doch nachdem Anne am 6. Januar 1755 im Kindbett starb, verkaufte Hughes das Anwesen. Auch das Kind überlebte nicht. In zweiter Ehe heiratete er am 7. November 1765 in Westminster, Ruth Wheeler, Witwe des Captain Ball, die ihm zwei Stiefsöhne Henry Ball († 1792), Captain der Royal Navy, und David Ball (um 1761–1798) mit in die Ehe brachte. Da Hughes keine eigenen Kinder hinterließ fiel sein Grundbesitz und Vermögen, das damals jährliche Einkünfte von 40.000 £ generierte, nach dem Tod seiner Witwe Ruth im Jahr 1800 an deren einzigen Enkel aus erster Ehe, Edward Hughes Ball (um 1798–1863), den einzigen Sohn von Hughes Stiefsohn David. Edward Hughes Ball ergänzte als Hughes’ Erbe seinen Familiennamen zu „Ball-Hughes“ und wurde als Dandy, Lebemann und Verschwender unter dem Spitznamen „The Golden Ball“ bekannt.

## Namensgebung
Die Britische Ostindien-Kompanie benannte ein 1784 vom Stapel gelaufenes Schiff nach Hughes.